# Aigasvivas (Gard)
Aigasvivas (en francès Aigues-Vives) és un municipi francès situat al departament del Gard i a la regió d'Occitània.